# Pauline von Württemberg (1854–1914)

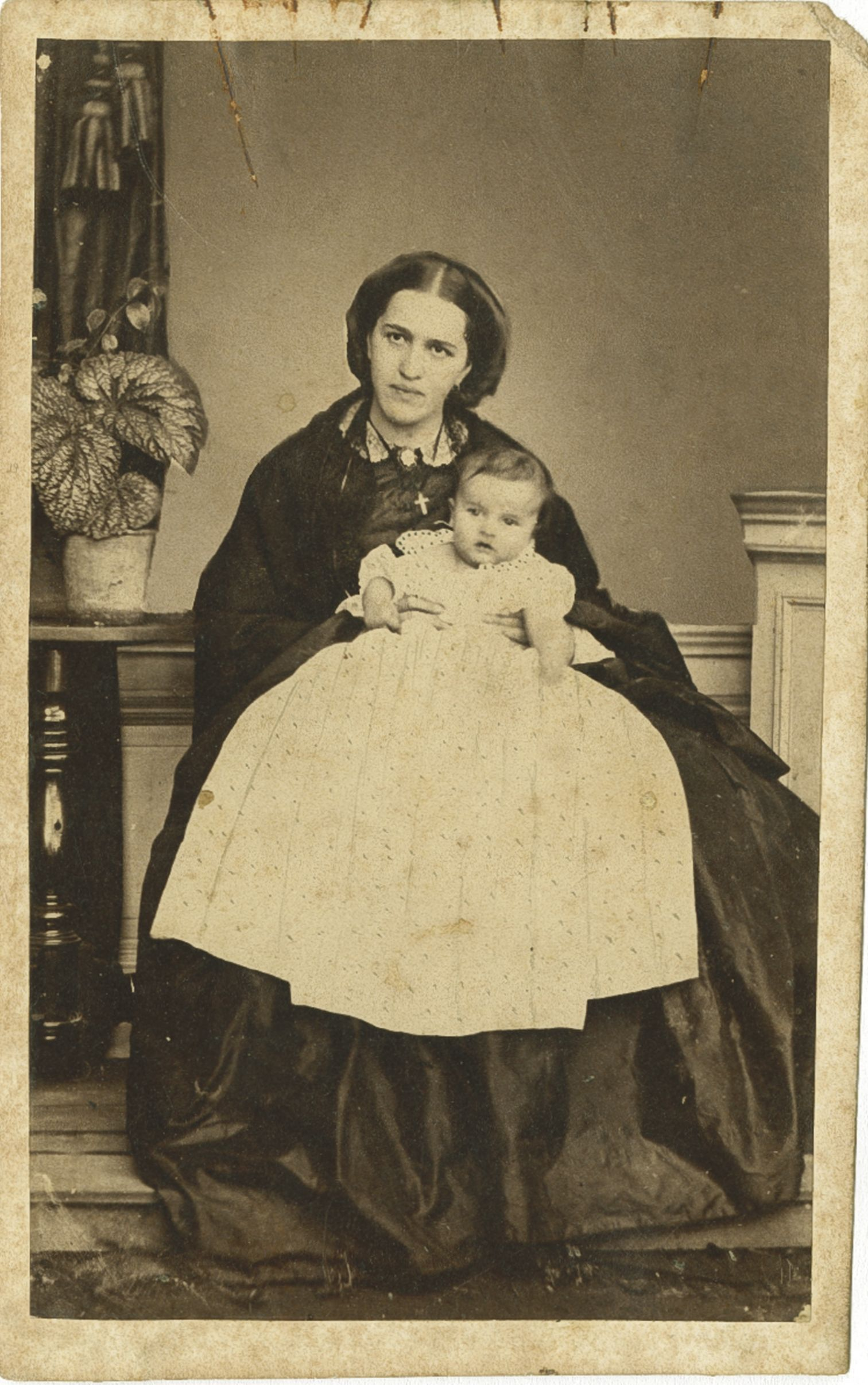
Pauline von Württemberg mit Kind

Pauline Mathilde Ida von Württemberg (verh. Pauline Willim)  (* 11. April 1854 in Lippstadt; † 24. April 1914 in Breslau) entstammte dem Haus Württemberg, heiratete bürgerlich und wurde wegen ihres sozialdemokratischen Engagements auch als „Rote Prinzessin“ bezeichnet.

## Leben
Sie war Tochter des späteren preußischen Generals der Kavallerie Eugen Erdmann von Württemberg (1820–1875) aus einer Nebenlinie des württembergischen Königshauses und der Mathilde Prinzessin zu Schaumburg-Lippe (1818–1891).
Sie lernte den Arzt Dr. Melchior Willim kennen, als dieser ihre Mutter behandelte, und verliebte sich in diesen. König Karl von Württemberg stimmte der Heirat unter bestimmten Bedingungen zu. So musste sie auf Namen, Stand und Titel verzichten. Kurze Zeit bis zur Hochzeit 1880 trug sie den Namen von Kirbach. Mit ihrem Mann hatte sie mehrere Kinder.
Sie engagierte sich früh für in Not geratene Arbeiterfamilien, unterstützte die Sozialdemokratie und war für die Partei und die Frauenbewegung aktiv tätig. Dies brachte ihr die Bezeichnung „Rote Prinzessin“ ein. Im Jahr 1909 trat sie, nachdem die Änderung des Reichsvereinsgesetzes auch Frauen den Beitritt zu politischen Parteien ermöglicht hatte, der SPD auch offiziell bei. Sie beteiligte sich aktiv am Leben der Partei in Breslau und unterstützte diese auch materiell. Ihr Auftreten beschrieb die zeitgenössische Parteipresse als „etwas exzentrisch.“
Nach ihrem Tod wurde sie mit einem langen Trauerzug sozialdemokratischer Frauen und Arbeiter in Breslau geehrt. Weil die Polizei gedroht hatte, rote Kranzschleifen zu beschlagnahmen und auf Wunsch der Angehörigen auf diese politische Demonstration zu verzichten, war der Sarg mit einer schwarz-roten Schleife, den Farben des Hauses Württemberg geschmückt. Auf einer Trauerveranstaltung nach der Beisetzung sprach unter anderem Luise Zietz.